# Frugivoro

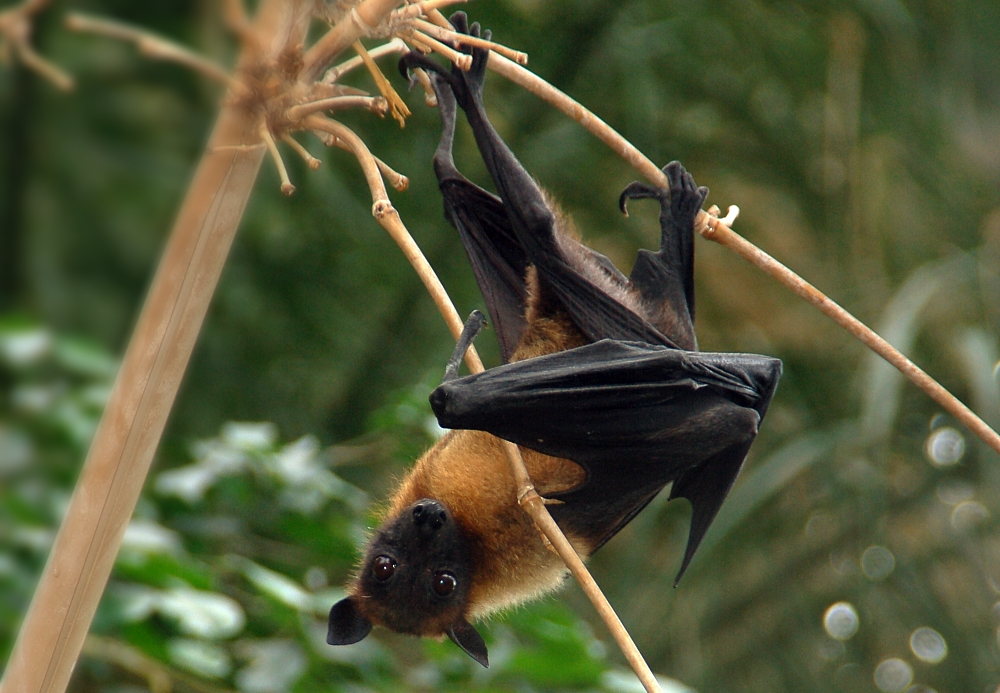
Lo Pteropus giganteus si nutre di fiori e di frutti come la papaya

In zoologia è definito frugivoro (dal latíno frux, frugis, "frutto" e -vorus, "divoratore")  un animale che si nutre principalmente di frutti o semi. Afferiscono a questo genere di alimentazione organismi di qualsiasi raggruppamento animale, ma  viene attribuito principalmente ai vertebrati, in particolare rettili, uccelli e mammiferi. Poiché circa il 20% di tutti i mammiferi erbivori si nutrono anche di frutta, il frugivorismo è considerato comune tra questi ultimi.

## Disseminazione
Il frugivorismo ha un'efficace azione sulla disseminazione, in quanto i semi dei frutti ingeriti dagli animali possono venire espulsi con le feci a distanze considerevoli dalla pianta origine.
Questo mutualismo utile alle piante per disperdere i propri semi è considerato un esempio di coevoluzione: i vantaggi di questo sistema possono aver influenzato l'evoluzione di frutti appariscenti, che circondando il seme con una polpa ricca di zuccheri che attira l'attenzione degli animali che ne sono ghiotti.

## Esempi
| Nome                | Immagine |
| ------------------- | -------- |
| Scoiattolo          |          |
| Bonobo              |          |
| Scimpanzé           |          |
| Gibbone             |          |
| Gorilla             |          |
| Lemure              |          |
| Ghiro               |          |
| Scimmia urlatrice   |          |
| Mosca della frutta  |          |
| Volpe volante       |          |
| Parrocchetto        |          |
| Pacu                |          |
| Tartaruga terrestre |          |
| Tapiro              |          |
| Callicebus          |          |
| Pappagallo          |          |
| Macaco              |          |
| Iguana              |          |
| Coniglio            |          |
| Tucano              |          |
| Opossum             |          |
| Orangutan           |          |